# جان اوون
جان اوون (به انگلیسی: John Owen) بازیکن فوتبال زادهٔ ۱۸۴۹ اهل کشور انگلستان بود که سابقهٔ بازی در تیم ملی فوتبال انگلستان را در کارنامهٔ خود دارد. وی در تاریخ ۷ مارس ۱۸۷۴ تنها بازی ملی خود را در مقابل تیم ملی فوتبال اسکاتلند انجام داد.